# İbrahimağa, Kınık
İbrahimağa là một xã thuộc huyện Kınık, tỉnh İzmir, Thổ Nhĩ Kỳ. Dân số thời điểm năm 2010 là 145 người.